# The Council of Fashion Designers of America

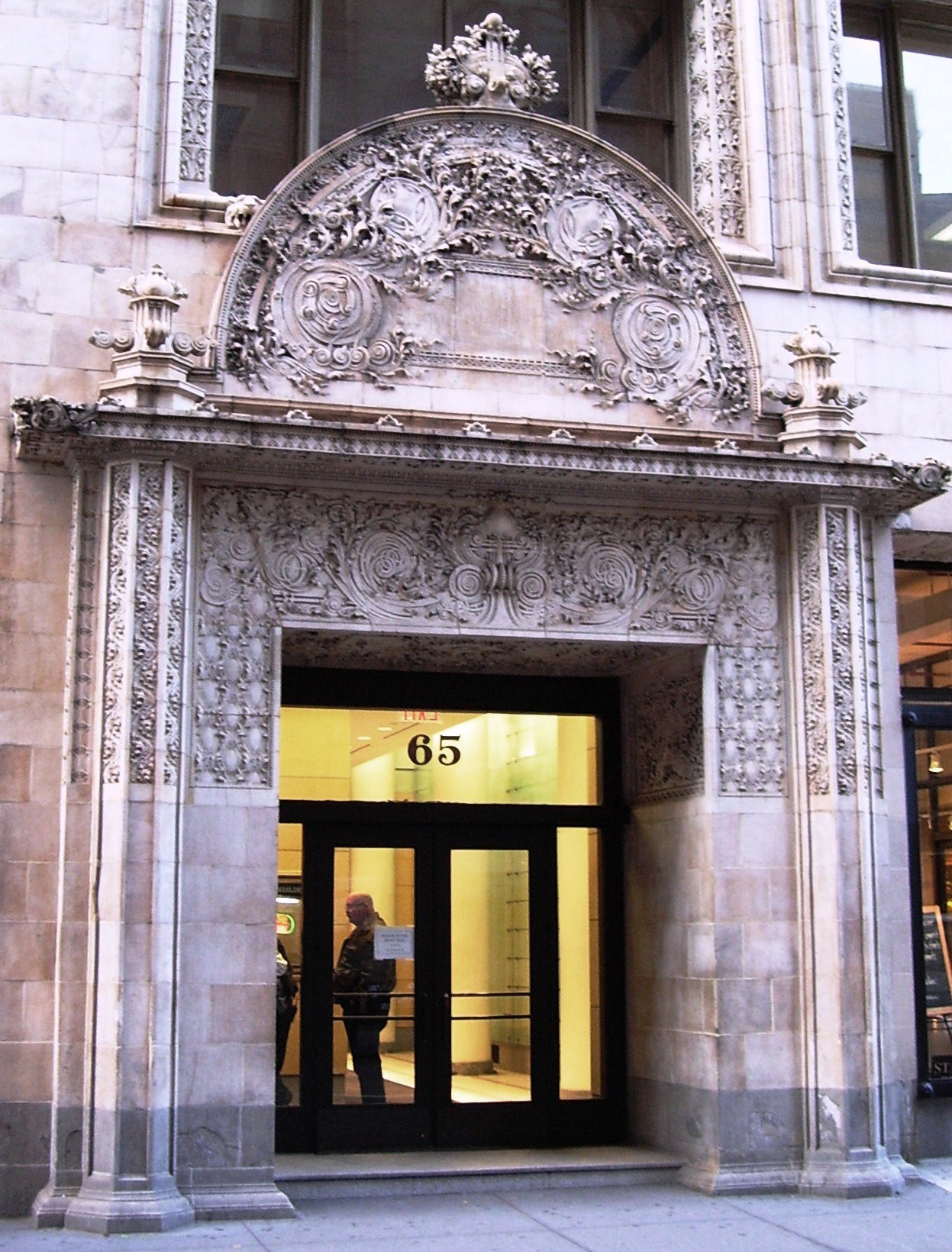
Wejście do siedziby CFDA

The Council of Fashion Designers of America, Inc. (CFDA) – stowarzyszenie handlowe non-profit, założone w 1962 roku przez publicystkę Eleanor Lambert. Zrzesza ponad 450 amerykańskich projektantów mody. Pierwszym przewodniczącym organizacji był Sydney Wragge (do 1965 roku). Od 2009 roku stowarzyszeniem zarządza Diane von Fürstenberg. Misją organizacji jest wzmocnienie wpływu i sukcesów amerykańskich projektantów w globalnej gospodarce.